# Apollinaris Mons
L'Apollinaris Mons è una struttura geologica della superficie di Marte.